# Зал славы астронавтов
Зал славы астронавтов (англ. Astronaut Hall of Fame) — музей, расположенный в городе Тайтусвилл, штат Флорида, посвящённый выдающимся астронавтам США, в котором также выставлены экспонаты, связанные с освоением космоса. Зал славы астронавтов входит в состав Космического центра имени Кеннеди.

## История

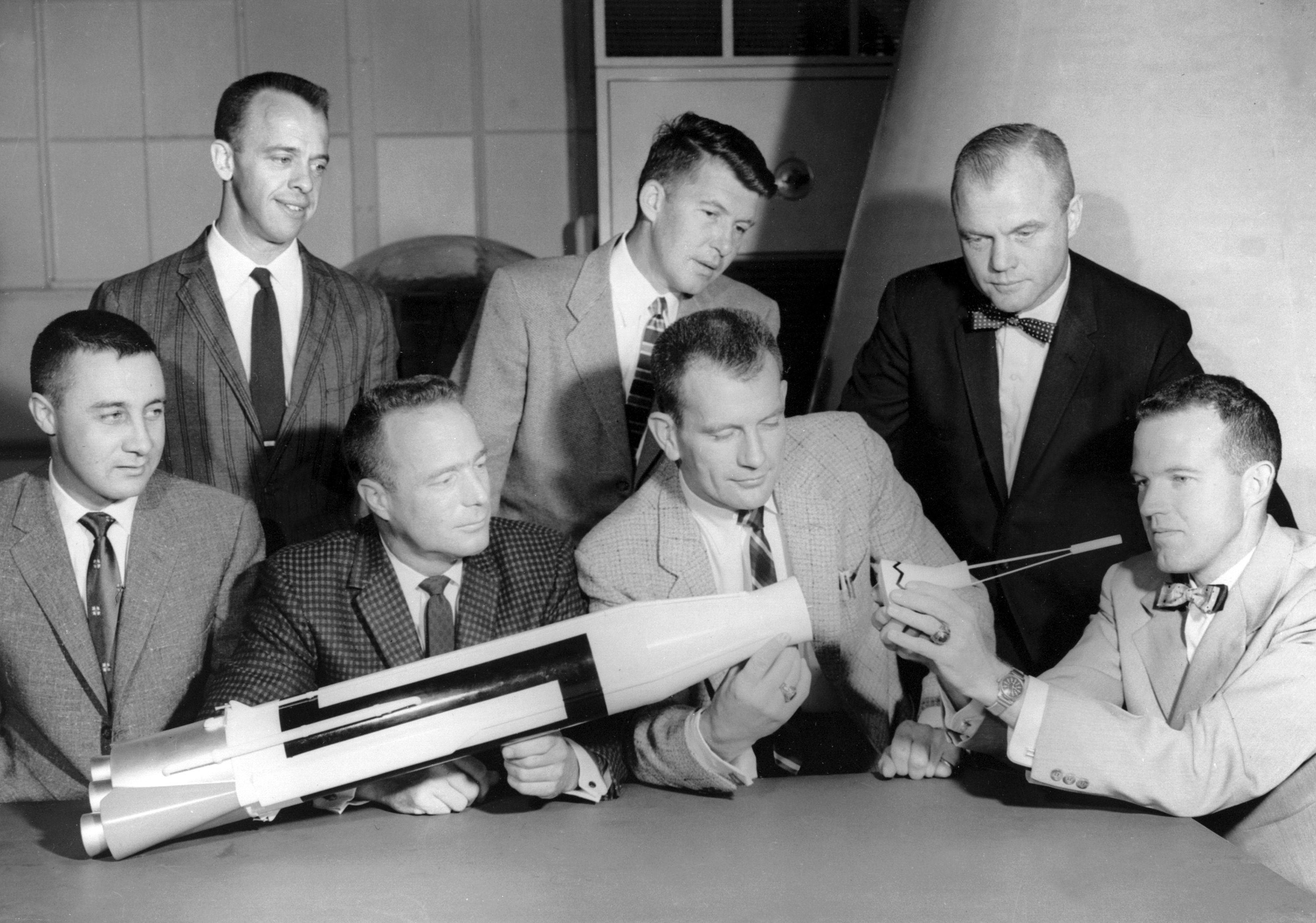
Первая семёрка американских астронавтов.

Идея о создании зала славы астронавтов, по аналогии с уже существовавшими в США залами славы, возникла в 80-х годах XX века. Эту идею предложили шесть из живущих тогда астронавтов из первой семёрки американских астронавтов, участников программы «Меркурий». Фонд «Семёрка астронавтов Меркурия» и Фонд Стипендий астронавтов взялись за осуществление проекта зала славы.
Зал славы астронавтов был открыт 29 октября 1990 года. В 2002 году из-за финансовых проблем зал был на короткое время закрыт. Затем 14 декабря 2002 года Зал был вновь открыт, уже под управлением НАСА.
Зал славы был закрыт для публики 2 ноября 2015 года в рамках подготовки к его перемещению в комплекс посетителей Космического центра имени Кеннеди в 9,7 км к востоку от изначального местоположения, на острове Мерритт-Айленд. Снаружи оригинального здания находилась полномасштабная копия орбитального корабля «Спейс шаттл» под названием «Inspiration» (первоначально называвшегося «Shuttle To Tomorrow», куда посетители могли войти и посмотреть специальную программу). После перемещения музея прежнее здание сдаётся в аренду.

## Экспонаты

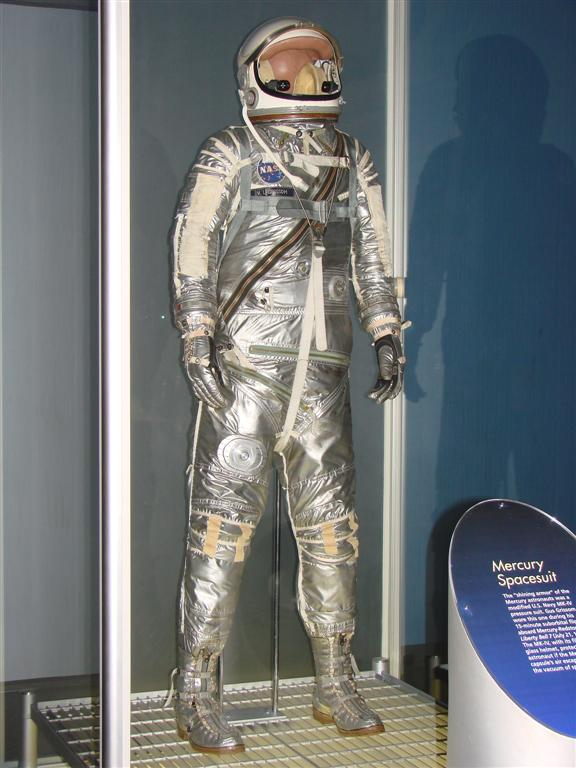
Скафандр Вирджила Гриссома

В Зале славы выставлены космический корабль «Сигма-7», на котором Уолтер Ширра совершил космический полёт в 1962 году, и командный модуль корабля «Аполлон-14».
В Зале славы также выставлен скафандр Вирджила Гриссома, в котором он совершил суборбитальный космический полёт в 1961 году.

## Члены зала славы
Включением в Зал славы занимается специальный комитет, в который входят бывшие функционеры НАСА, историки, журналисты и другие пользующиеся авторитетом лица, которые известны своим вкладом в развитие космонавтики.
Первыми астронавтами, имена которых занесены в Зал славы в 1990 году, стали первые семь астронавтов США, которые участвовали в программе «Меркурий» и установили первые достижения в американской программе пилотируемых космических полётов. Среди них: Алан Шепард — первый американский астронавт, ставший также одним из двенадцати астронавтов, ступивших на поверхность Луны; Джон Гленн — первый американский астронавт, совершивший орбитальный космический полёт; Вирджилл Гриссом — первый астронавт, совершивший два космических полёта и погибший во время пожара в корабле «Аполлон-1».
В 1993 году в Зал славы были внесены имена тринадцати астронавтов, участвовавших в программах «Джемини» и «Аполлон». В этой группе были: Эдвард Уайт — первый американский астронавт, совершивший выход в открытый космос (Уайт, также как и Гриссом, погиб во время пожара в «Аполлоне-1»); Нил Армстронг — первый человек на Луне, и Юджин Сернан — последний (на сегодня) человек на Луне; Джеймс Ловелл — командир «Аполлона-13», который был на грани катастрофы; Джон Янг — первый командир шаттла и первый астронавт, совершивший шесть космических полётов.
Третья группа астронавтов была внесена в Зал славы в 1997 году. В неё вошли 24 астронавта — участника программ «Джемини», «Аполлон» и «Скайлэб». В этой группе были: единственный среди удостоенных внесения в Зал славы нелетавший астронавт Роджер Чаффи, погибший при пожаре в «Аполлоне-1»; Харрисон Шмит — первый учёный, побывавший на Луне в составе экспедиции «Аполлона-17»; Джон Суайгерт и Фред Хейз — члены экипажа «Аполлона-13».
С 2001 года в Зал славы были внесены имена двадцати двух астронавтов, участвовавших в программе «Спейс Шаттл». Среди них: Салли Райд — первая американская женщина-астронавт, Стори Масгрейв — участник шести экспедиций шаттлов; Фрэнсис Скоби — командир потерпевшего катастрофу шаттла «Челленджер».
С 2003 года в Зал славы ежегодно (кроме 2021 года) заносятся от 2 до 5 имён астронавтов.
Всего на ноябрь 2024 года в Зал славы внесены имена 109 астронавтов.

## Список членов Зала славы
Список астронавтов, включённых в Зал славы, в алфавитном порядке:
- Марша Айвинс (с 3 июня 2024)
- Донн Айзли (с 4 октября 1997) посмертно
- Джозеф Аллен (с 30 апреля 2005)
- Уильям Андерс (с 4 октября 1997)
- Нил Армстронг (с 19 марта 1993)
- Джеймс Бакли (с 6 апреля 2019)
- Кеннет Бауэрсокс (с 5 июня 2010)
- Алан Бин (с 4 октября 1997)
- Джон Блаха (с 3 мая 2008)
- Гайон Блуфорд (с 5 июня 2010)
- Кэрол Бобко (с 7 мая 2011)
- Чарльз Болден (с 6 мая 2006)
- Фрэнк Борман (с 19 марта 1993)
- Вэнс Бранд (с 4 октября 1997)
- Дэниел Бранденстайн (с 21 июня 2003)
- Курт Браун (с 20 апреля 2013)
- Рой Бриджес (с 6 мая 2023)
- Роберт Гибсон (с 21 июня 2003)
- Эдвард Гибсон (с 4 октября 1997)
- Джон Гленн (с 11 мая 1990)
- Ричард Гордон (с 19 марта 1993)
- Фредерик Грегори (с 1 мая 2004)
- Вирджил Гриссом (с 11 мая 1990) посмертно
- Джон Грансфелд (с 30 мая 2015)
- Оуэн Гэрриотт (с 4 октября 1997)
- Бонни Данбар (с 20 апреля 2013)
- Брайан Даффи (с 14 мая 2016)
- Томас Джоунс (с 21 апреля 2018)
- Чарльз Дьюк (с 4 октября 1997)
- Джеймс Ирвин (с 4 октября 1997) посмертно
- Роберт Кабана (с 3 мая 2008)
- Джанет Каванди (с 6 апреля 2019)
- Фрэнк Калбертсон (с 5 июня 2010)
- Уолтер Каннингем (с 4 октября 1997)
- Малькольм Карпентер (с 11 мая 1990)
- Джеральд Карр (с 4 октября 1997)
- Марк Келли (с 6 мая 2023)
- Скотт Келли (с 13 ноября 2021)
- Джозеф Кервин (с 4 октября 1997)
- Ричард Кови (с 1 мая 2004)
- Айлин Коллинз (с 20 апреля 2013)
- Майкл Коллинз (с 19 марта 1993)
- Чарльз Конрад (с 19 марта 1993)
- Майкл Коутс (с 5 мая 2007)
- Роберт Криппен (с 10 ноября 2001)
- Гордон Купер (с 11 мая 1990)
- Джек Лаусма (с 4 октября 1997)
- Стивен Линдси (с 30 мая 2015)
- Дэвид Листма (с 11 июня 2022)
- Джеймс Ловелл (с 19 марта 1993)
- Майкл Лопес-Алегриа (с 13 ноября 2021)
- Шеннон Лусид (с 3 мая 2014)
- Сандра Магнус (с 11 июня 2022)
- Джеймс МакДивитт (с 19 марта 1993)
- Брюс МакКэндлесс (с 30 апреля 2005)
- Стори Масгрейв (с 21 июня 2003)
- Кеннет Маттингли (с 4 октября 1997)
- Памела Мелрой (с 13 ноября 2021)
- Эдгар Митчелл (с 4 октября 1997)
- Джордж Нелсон (с 2 мая 2009)
- Брайан О’Коннор (с 3 мая 2008)
- Эдвин Олдрин (с 19 марта 1993)
- Скотт Олтмен (с 21 апреля 2018)
- Эллен Очоа (с 19 мая 2017)
- Скотт Паразински (с 14 мая 2016)
- Уильям Поуг (с 4 октября 1997)
- Чарлз Прекорт (с 5 мая 2012)
- Салли Райд (с 21 июня 2003)
- Кент Роминджер (с 30 мая 2015)
- Джерри Росс (с 3 мая 2014)
- Стюарт Руса (с 4 октября 1997)
- Кэтрин Салливэн (с 1 мая 2004)
- Ри Седдон (с 30 мая 2015)
- Юджин Сернан (с 19 марта 1993)
- Фрэнсис Скоби (с 1 мая 2004) посмертно
- Дэвид Скотт (с 19 марта 1993)
- Дональд Слейтон (с 11 мая 1990)
- Томас Стаффорд (с 19 марта 1993)
- Джон Суайгерт (с 4 октября 1997) посмертно
- Норман Тагард (с 1 мая 2004)
- Кэтрин Торнтон (с 5 июня 2010)
- Ричард Трули (с 10 ноября 2001)
- Эдвард Уайт (с 19 марта 1993) посмертно
- Пол Уайтц (с 4 октября 1997)
- Альфред Уорден (с 4 октября 1997)
- Джеймс Уэзерби (с 2 мая 2009)
- Кристофер Фергюсон (с 11 июня 2022)
- Майкл Фоул (с 19 мая 2017)
- Гордон Фуллертон (с 30 апреля 2005)
- Генри Хартсфилд (с 6 мая 2006)
- Фредерик Хаук (с 10 ноября 2001)
- Фред Хейз (с 4 октября 1997)
- Сьюзан Хелмс (с 7 мая 2011)
- Дэвид Хилмерс (с 3 июня 2024)
- Стивен Хоули (с 5 мая 2007)
- Джеффри Хоффман (с 5 мая 2007)
- Франклин Чанг-Диас (с 5 мая 2012)
- Роджер Чаффи (с 4 октября 1997) посмертно
- Кевин Чилтон (с 5 мая 2012)
- Рассел Швейкарт (с 4 октября 1997)
- Алан Шепард (с 11 мая 1990)
- Уильям Шеперд (с 2 мая 2009)
- Уолтер Ширра (с 11 мая 1990)
- Харрисон Шмитт (с 4 октября 1997)
- Брюстер Шоу (с 6 мая 2006)
- Лорен Шрайвер (с 3 мая 2008)
- Рональд Эванс (с 4 октября 1997)
- Джозеф Энгл (с 10 ноября 2001)
- Джон Янг (с 19 марта 1993)